# Maybe I'm Amazed
«Maybe I'm Amazed» es una canción compuesta por el músico inglés Paul McCartney, lanzada por primera vez en su álbum McCartney el 17 de abril de 1970. Aunque la versión de estudio del álbum nunca fue lanzada como sencillo, la canción es una de las más famosas de Paul McCartney. Originalmente, este le dedicó la canción a su esposa, Linda, quien lo acompañó después de la ruptura de The Beatles.

## Historia
McCartney escribió la canción en 1969, poco después de la ruptura de The Beatles, habiendo declarado previamente que su esposa Linda lo había ayudado durante el difícil proceso. Esta es una de las cinco canciones que le escribió a ella, junto con "Two of Us", "The Lovely Linda", "My Love" y "Calico Skies".
La versión original de estudio de la canción terminaba progresivamente en lugar de un final completo, pero McCartney decidió componer un final que pudiese interpretar en las versiones en vivo de la canción. El 4 de febrero de 1977, fue lanzada una versión en vivo de la canción del álbum de 1976 Wings Over America, de la banda de McCartney Wings, y se convirtió en un éxito en los Estados Unidos llegando al décimo puesto en los principales rankings del país. Por otra parte, distintas versiones de la canción fueron incluidas en otros álbumes de McCartney, incluyendo Back in the U.S. y Back in the World. "Maybe I'm Amazed" se ha convertido en una de las canciones principales en los conciertos de McCartney, junto con "Band on the Run" y "Live and Let Die".
Siendo catalogada como una de las mejores canciones de amor de McCartney, alcanzó el puesto n.º 338 en la lista de las 500 mejores canciones de todos los tiempos publicada por la revista Rolling Stone en noviembre de 2004, y es la única canción de McCartney como solista que forma parte de la lista.

## Versiones
Nuevas versiones de "Maybe I'm Amazed"  han sido grabadas por:
- The Faces en su álbum de 1971 Long Player.
- Petula Clark en su álbum de 1971 Warm and Tender.
- Tom Scott en su álbum de 1982 Desire.
- Elkie Brooks en su álbum de 1993 Inspiration.
- Black Oak Arkansas en su álbum Live on the King Biscuit Flower Hour 1976 lanzado en 1998.
- Carleen Anderson en su álbum Blessed Burden de 1998.
- Cyndi Lauper y Heart la interpretaron en vivo en 2000 como parte del concierto Women Rock! Girls & Guitars emitido en Lifetime Television.
- Virgos Merlot en el álbum Listen to What the Man Said: Popular Artists Tribute to Paul McCartney de 2001. El mismo año, fue lanzada una versión alternativa directamente en las estaciones de radio.
- Jem como lado B del sencillo They (Parte 1) en 2004.
- Joe Cocker en su álbum de 2004 Heart and Soul.
- Gov't Mule en 2005.[3]
- Morse, Portnoy & George en su álbum de 2006 Cover to Cover.
- A.J. Croce en su álbum de 2006 Cantos.
- Sandi Shaw (1971), sencillo, lado B de "Rose Garden"
- Terry McDermott cantó esta canción para el concurso The Voice para la temporada 3.